# Portugese ijshaai
De Portugese ijshaai (Centroscymnus coelolepis) is een vis uit de familie Somniosidae (volgens oudere inzichten de familie Dalatiidae) en behoort in elk geval tot de orde van doornhaaiachtigen (Squaliformes). De vis kan een lengte bereiken van 120 centimeter.

## Leefomgeving
De Portugese ijshaai is een zoutwatervis. De vis prefereert diep water en komt voor in de Grote en Atlantische Oceaan. Bovendien komt de Portugese ijshaai voor in de Middellandse Zee. De soort leeft gewoonlijk op dieptes tussen 400 en 2000 (maximaal 3700) meter.

## Relatie tot de mens
De Portugese ijshaai is voor de visserij van beperkt commercieel belang. De aanlandingen van gevangen ijshaaien stegen in de periode 1986-1999. Er was daarnaast een opmerkelijke stijging in de kilogramprijs, wat erop wijst dat de visserijdruk op deze haai toeneemt. De Portugese ijshaai staat daarom als gevoelig op de Rode Lijst van de IUCN